# Socrat Mardari
Socrat (Socrate) Mardari, alternativ Socrate Mardare, (n. 11 noiembrie 1894, Huși - d. 9 februarie 1954, Aiud) a fost un general român, care a luptat în al doilea război mondial.

## Funcții deținute
- 1941 – 1942 - colonel; Șeful Casei Militare a M. S. Regelui și mareșal al Curții Regale[2]
- 1942 – 1943 - Subșef al Statului Major General
- 1943 -  Comandantul Școlii Superioare de Război.
- 1943 – 1945 - Adjunct al Șefului Statului Major General
- 1945 -  Disponibilizat; Pus la dispoziția Ministerului de Război
- 1947 - Trecut în rezervă prin Decret Regal 1684/19 august 1947.

Participă alături de Grupul de armate „B” la luptele de la Stalingrad.
Generalul de brigadă Socrat Mardari a fost trecut în cadrul disponibil la 9 august 1946, în baza legii nr. 433 din 1946, și apoi, din oficiu, în poziția de rezervă la 9 august 1947.
În anul 1948 este arestat de regimul comunist și condamnat de Tribunalul Poporului la 7 ani temniță grea pentru participarea la activitatea unor „organizații fasciste”. În 1954 moare în urma bolilor în închisoarea Aiud.

## Decorații
- Ordinul „Coroana României” în gradul de Comandor (8 iunie 1940)[4]